# Viola Lawrence
Viola Mallory Lawrence (Nueva York, 2 de diciembre de 1894  – 20 de noviembre de 1973) fue una montadora de cine estadounidense. Fue la primera montadora de cine de Hollywood. Su trabajo le valió dos nominaciones al Premio Óscar al mejor montaje por Pal Joey (1957), con Jerome Thoms y por Pepe (1960), con Al Clark.

## Trayectoria
A la edad de 11 años, Lawrence comenzó a trabajar  como mensajera en el estudio cinematográfico Vitagraph Studios en Flatbush, Brooklyn. Con 12 años, sujetaba títulos de crédito. En 1915, se convirtió en la segunda mujer montadora de películas en la historia del cine, después de Anna McKnight, quien también trabajó en Vitagraph. En este mismo estudio conoció a Frank Lawrence, su profesor de montaje cinematográfico, con quien se casaría más adelante.
En 1917, Lawrence se trasladó a Hollywood, donde trabajó para Universal, First National Pictures, Gloria Swanson Productions,y Columbia Pictures en varias ocasiones. En 1925, su desempeño profesional la llevó a convertirse en "jefa de montaje"o "supervisora de montaje"de Columbia. Después de que el director Erich von Stroheim fuera despedido de la producción de Queen Kelly (1929), la protagonista Gloria Swanson dirigió un final alternativo, con la ayuda del director de fotografía Gregg Toland y Lawrence. Asimismo, Lawrence editó la primera película sonora de Samuel Goldwyn Studio, Bulldog Drummond (1929). En 1934 se reincorporó a Columbia y permaneció allí durante el resto de su carrera, finalizando su trayectoria con Pepe (1960).
El biógrafo de Orson Welles, Charles Higham, escribió que, cuando Lawrence fue asignada a La dama de Shanghái (1947), informó al jefe del estudio, Harry Cohn, que el metraje era un desordenado caosy que Welles no había filmado ni un solo primer plano. A lo que Welles, al enterarse, obedeció las órdenes a regañadientes y agregó algunos. Tras la mala acogida de la película en los preestrenos, el estudio le ordenó a Lawrence hacer cortes drásticos en más de una hora de metraje, acortando la película a 87 minutos.

## Reconocimientos
Ganó un Premio de la Crítica Cinematográfica por The Eddy Duchin Story (1956). Fue nominada en dos ocasiones al Premio Óscar al mejor montaje por Pal Joey (1957), con Jerome Thoms y por Pepe (1960), con Al Clark.
Los archivos y colecciones especiales de la Universidad Estatal de California en Fullerton poseen una colección de material relacionado con Lawrence.

## Filmografía (selección)
- The Virgin of Stamboul (1920) (sin acreditar)
- This Is Heaven (1929)
- Only Angels Have Wings (1939)
- Here Comes Mr. Jordan (1941)
- Leather Gloves (1948)
- Knock on Any Door (1949)
- In a Lonely Place (1950)
- Tight Spot (1955)
- The Eddy Duchin Story (1956)
- Pal Joey (1957)
- Who Was That Lady? (1960)
- Pepe (1960)